# Тоньки
Тоньки (также Большие и Малые Тоньки) — озеро карстового типа в юго-восточной части Южского района Ивановской области. Расположено в 5 км южнее села Моста, в границах Талицкого сельского поселения.
Площадь озера — 0,113 км², из которых на Большие Тоньки приходится 0,082 км², а на Малые — 0,031 км². Максимальная глубина — 10 (Малых Тонек — 4) м.

## Описание
Имеет неправильную форму, узким проливом разделено на Большие Тоньки и Малые Тоньки. Озеро карстового происхождения, проточное, относится к озерам мезотрофного типа. Питание озера снеговое, дождевое и грунтовое. В Больших Тоньках имеется два родника, в Малых Тоньках родников нет. Протоками соединено с близлежащими озёрами Глубокое и Рассохи.
Озеро входит в систему дюнных озер Балахнинской низины в пределах Ивановской области.
На озере Тоньки велись съемки художественного фильма Зверобой.

## Топонимика
Название озера Тоньки, согласно топонимистам, появилось из Новгородской земли в период раннего заселения в X—XI веках. Слово означает «глубокое, топкое место». Дно у озера, действительно, илистое и вязкое, местами идёт процесс заболачивания. В словаре В. Даля слово «тоники» обозначает волосяную леску из конского волоса для ловли рыбы, которая в изобилии водится в озере.

## Флора и фауна
На берегах озера растёт ива, чёрная ольха и берёза.
Ихтиофауна озера представлена следующими видами рыб: обыкновенная щука, плотва, краснопёрка, лещ, речной окунь, ёрш, вьюн, линь, налим, язь. На берегах обитают бобр, выхухоль (в единичных количествах) и ондатра. Встречаются рябчик, тетерев, зайцы.